# 马雷舍瓦 (斯维尔德洛夫斯克州)
马雷舍瓦（羅馬化：Malysheva）是俄罗斯斯维尔德洛夫斯克州的市级镇，属州辖市阿斯别斯特市管辖。地处斯维尔德洛夫斯克州南部，位于阿斯别斯特西北侧、州府叶卡捷琳堡东北方。
原名马林斯基（Мариинский），后改为现名以纪念革命家伊万·米哈伊洛维奇·马雷舍夫（Иван Михайлович Малышев）。该地2022年人口有8,691人；2010年人口9,544；2002年人口10,121；1989年人口12,668。